# Lia Boysen
Lia Marika Boysen (* 6. April 1966 in Stockholm) ist eine schwedische Schauspielerin.

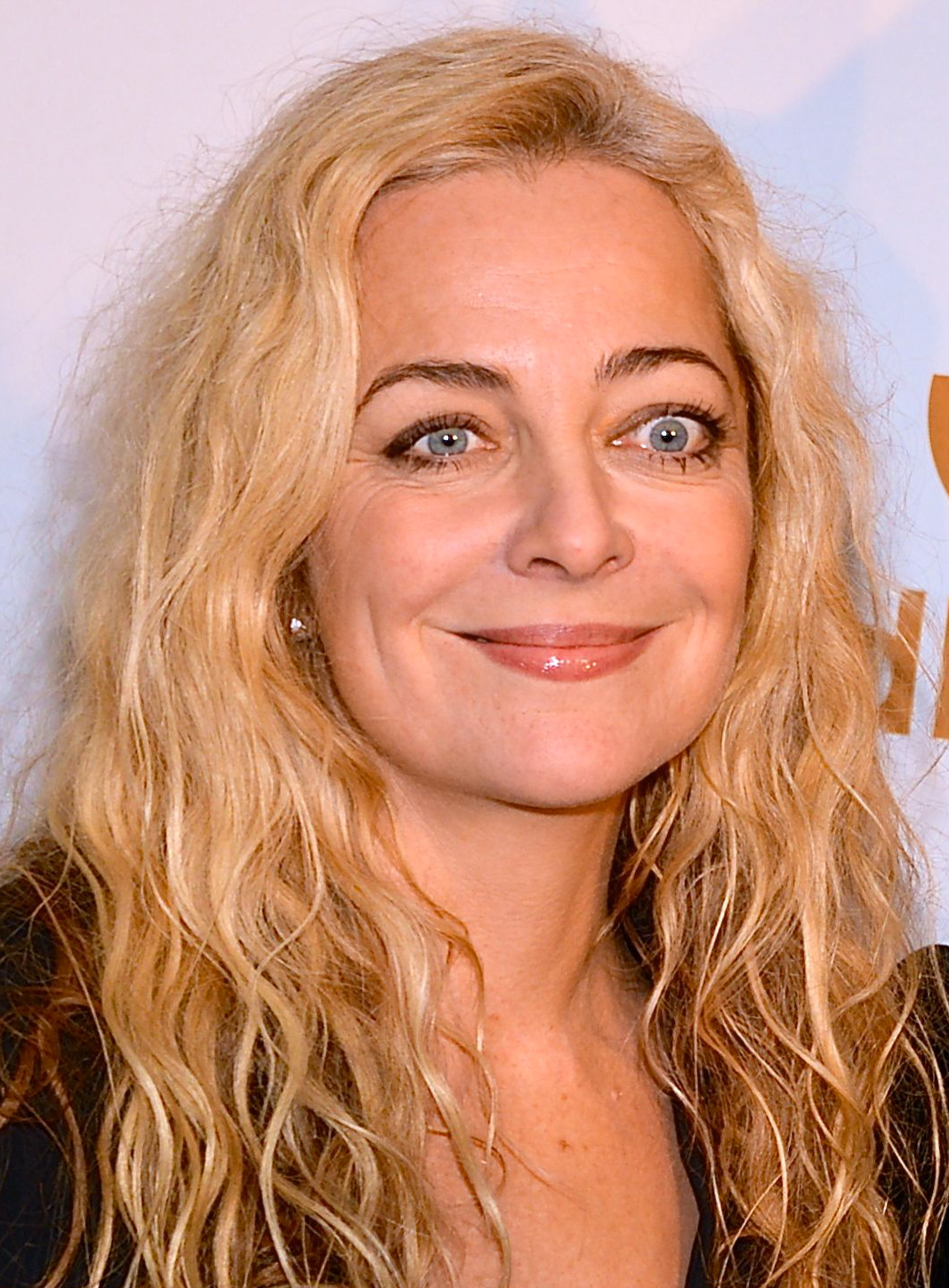
Lia Boysen (2013)

## Leben und Karriere
Lia Boysen wurde 1966 in der schwedischen Hauptstadt Stockholm geboren. Ihr Filmdebüt gab sie 1987 in einer Episodenrolle der schwedischen Fernsehserie Goda grannar. Für ihre Rolle in dem schwedischen Film Sök wurde sie 2007 mit dem schwedischen Filmpreis Guldbagge als Beste Nebendarstellerin ausgezeichnet. Bereits 2001 war sie als Beste Hauptdarstellerin in Det nya landet für diesen Filmpreis nominiert worden. Lia Boysen spielt fast ausschließlich in skandinavischen Film- und Fernsehproduktionen. Im deutschsprachigen Raum ist sie aus mehreren Folgen der ZDF-Krimireihe Der Kommissar und das Meer bekannt.
Lia Boysen war 1997 bis 2012 mit dem schwedischen Schauspieler und Sänger Anders Ekborg verheiratet. Das Paar hat zwei gemeinsame Töchter.

## Filmografie (Auswahl)
- 1987: Goda grannar (Fernsehserie)
- 1988: Xerxes (Fernsehserie)
- 1990–1991: Storstad (Fernsehserie)
- 1997: Das Paradies ist nirgendwo (Et hjørna at paradis)
- 2000: Das neue Land (Det nya landet)
- 2001: Katzenjammer (Kattbreven)
- 2001: Executive Protection – Die Bombe tickt (Livvakterna)
- 2004: Die Rache des Tanzlehrers (Danslärarens återkumst) (TV-Miniserie bzw. Film)
- 2006: Sök
- 2006: Möbelhandlarens dotter (TV-Miniserie)
- 2006: Bota mig! (TV-Miniserie)
- 2006: Bei Einbruch der Dunkelheit (När morkret faller)
- seit 2007: Der Kommissar und das Meer (Kommissarien och havet) (Fernsehserie, vier Folgen)
- 2008: Wir sind alle erwachsen (Les grandes personnes)
- 2010: Mankells Wallander: Todesengel (Wallander) (Fernsehserie, eine Folge)
- 2011: Maria Wern, Kripo Gotland (Maria Wern) (Fernsehserie, eine Folge)
- 2012: Rendes-vous à Kiruna
- 2013: In der Stunde des Luchses (I lossens time)
- 2015: Sverige er fantastisk
- 2015: Jordskott (Fernsehserie, zehn Folgen)
- 2015: Die Rückkehr (Å vende tilbake)
- 2016: The Last King – Der Erbe des Königs (Birkebeinerne)
- 2017: Unter anderen Umständen – Liebesrausch (Fernsehreihe)
- 2017: Fallet (Fernsehserie, acht Folgen)
- 2020: LasseMajas detektivbyrå – Tågrånarens hemlighet
- 2021: De fredløse
- 2021: Two Sisters (Två systrar, Fernsehserie, zwei Folgen)
- 2021: Alla utom vi (Fernsehserie, drei Folgen)
- 2021: Der unwahrscheinliche Mörder (Den osannolika mördaren, Fernsehserie, vier Folgen)
- 2022: Dear Molly
- 2023: 100 årstider
- 2023: Limbo (Fernsehserie, eine Folge)
- 2024: Kommissar Bäckström (Bäckström, Fernsehserie)